# BESSY
Berliner Elektronenspeicherring-Gesellschaft für Synchrotronstrahlung (BESSY — нем. «Берлинское сообщество электронного накопительного кольца для синхротронного излучения») — исследовательское учреждение, расположение в районе Берлина Адлерсхоф. Было основано 5 марта 1979 года, в настоящий момент эксплуатирует единственный синхротрон 3-го поколения в Германии (BESSY II). Изначально принадлежало Научному сообществу Готфрида Вильгельма Лейбница, с 1 января 2009 года входит в состав Берлинского центра Гельмгольца материалов и энергии.
На накопительном кольце BESSY II располагается радиометрическая лаборатория Национального физико-технического учреждения Германии, BESSY II является европейским стандартом электромагнитного излучения.
Получаемое синхротронное излучение используется как в науке, так и в промышленности. Помимо пользователей, использующих каналы вывода на долговременной основе (Общество Макса Планка, Германский Федеральный институт исследования и тестирования материалов (BAM), Национальное физико-техническое учреждение Германии (PTB)), доступ к излучению для реализации конкретных проектов получают и исследовательские группы из других институтов и университетов.

## BESSY I
Синхротрон BESSY I был введён в эксплуатацию 19 декабря 1981 года и находился в районе Берлина Вильмерсдорф. Накопитель имел периметр около 60 м, энергия электронного пучка варьировалась от 200 до 800 МэВ. После демонтажа в 1999 году, часть оборудования была передана германскими властями проекту SESAME в Иорданию.

## BESSY II
Начало строительных работ нового синхротрона BESSY-II состоялось 4 июля 1994 года в районе Берлина Адлерсхоф. 4 сентября 1998 года ускоритель заработал. В кольце периметром 240 метров циркулируют электроны в 350 сгустках с энергией до 1.7 ГэВ, имеется 46 выводов излучения из разнообразных магнитных элементов (вигглеры, ондуляторы, дипольные магниты). Полная энергия, потребляемая синхротроном, составляет 2.7 МВт.
Функционирование BESSY II было прервано 15 июня 2023 года из-за кибератаки. Генерация излучения была возобновлена в начале июля, но только для Physikalisch Technische Bundesanstalt.